# فرانسيس دوق تيك
فرانسيس دوق تيك (فرانتس باول كارل لودفيغ ألكسندر؛ 28 أغسطس 1837 - 21 يناير 1900)؛ المعروف باسم الكونت فرانتس فون هوهنشتاين حتى عام 1863، هو نبيل نمساوي المولد وألماني النسب تزوج من إحدى أميرات العائلة المالكة البريطانية، كانت زوجته الأميرة ماري أديلايد من كامبريدج ابنة عم الملكة فيكتوريا، وهما والدا الملكة ماري قرينة الملك جورج الخامس، حصل فرانسيس على اللقب النمساوي كونت هوهنشتاين، ولاحقا على دوق تيك، وحصل على أسلوب السمو الأميري منذ عام 1863، وعلى الطراز البريطاني السمو في عام 1887.

## السيرة الذاتية
ولد فرانسيس (فرانتس في الألمانية) في 28 أغسطس 1837 في ايسيغ، سلافونيا (الآن أوسييك، كرواتيا)، وأطلق عليه فرانتس باول كارل لودفيغ ألكسندر، كان والده الدوق ألكسندر ابن الدوق لودفيغ من فورتمبيرغ، في حين والدته الكونتيسة المجرية الأصل كلودين ريدي فون كيس ريد، كان والده ابن خال ألكسندر الأول ونيكولاي الأول إمبراطورا روسيا وابن شقيق فريدرش الأول ملك فورتمبيرغ، وكذلك هو خال ماري هنرييت ملكة بلجيكا، اعتبر زواجهما زواج مرغنطي، مما يعني أن فرانسيس لم يكن لديه حقوق الخلافة على العرش في مملكة فورتمبيرغ، وكان لقبه عند الولادة هو الكونت فرانتس فون هوهنشتاين، بعد أن تم إنشاء اللقب لوالدته كونتيسة هوهنشتاين لنفسها من قبل فرديناند الأول إمبراطور النمسا.
تلقى تعليمه في الأكاديمية العسكرية الفنية الإمبراطورية والملكية منذ عام 1849 حتى 1853 وانضم إلى الجيش الإمبراطوري النمساوي برتبة ملازم، انتقل إلى سرب الحرس في عام 1858 وأصبح فيما بعد كابتن (ريتمايستر)، شارك في الحرب النمساوية السردينية وحصل على الميدالية الذهبية للخدمة المتميزة خلال معركة سولفرينو وميدالية الحرب البرونزية عام 1859.
في عام 1863 تم إنشاء له اللقب أمير تيك بأسلوب صاحب السمو الأميري في مملكة فورتمبيرغ، وشارك أيضا خلال الحرب النمساوية البروسية، تقاعد من الجيش النمساوي عندما تزوج وانتقل نحو إنجلترا في عام 1866.
باعتباره نتاجا لزواج مرغنطي، وبدون حقوق الخلافة على العرش، لم يكن فرانسيس مقبولا كزوج للأميرات في معظم الأسر الملكية الأوروبية، وعلاوة على ذلك كان دخله ضئيل مقارنة بالأمراء الأوروبيين الآخرين، إلا أنه تمكن من خلال الزواج الأميرة ماري أديلايد من كامبريدج إحدى أقاربه (بحيث كليهما من المنحدرين من جورج الثاني ملك بريطانيا العظمى)؛ وهي الابنة الصغرى للأمير أدولفوس دوق كامبريدج الابن السابع والأصغر للملك جورج الثالث، بعد أن أعجاب به أمير ويلز أثناء زيارته في فيينا ودعاه لزيارة بريطانيا، وبعد مجيئه إلى إنجلترا في 6 مارس 1866 رتب له لقاء بالأميرة، وتم الخطوبة بعد شهر من ذلك وتزوجا في 12 يونيو في كنيسة القديسة آن الواقعة مقاطعة ساري، كان لديهما ابنة واحدة وثلاثة أبناء:
- الأميرة فيكتوريا ماري تك (26 مايو 1867 - 24 مارس 1953)؛ عقيلة الملك جورج الخامس، لهما ذرية.
- أدولفوس ماركيز كامبريدج الأول (13 أغسطس 1868 - 24 أكتوبر 1927)؛ تزوج من مارغريت جروسفينور، لهما ذرية.
- الأمير فرانسيس (9 يناير 1870 - 22 أكتوبر 1910)؛ غير متزوج، ادعت الممثلة سارة ميلز بأنها حفيدته من الجيل الثاني.
- ألكسندر إيرل أثلون الأول (14 أبريل 1874 - 16 يناير 1957)؛ تزوج من الأميرة أليس من ألباني، لهما ابنة وابن.

في إنجلترا تم تعيين برتبة عقيد شرفي لعدد من مدفعيات في مدن ساري ولندن، ومنذ 1871 تم تعيينه دوق تيك من قبل ابن عمه كارل الأول ملك فورتمبيرغ، تم إلحاقه بطاقم الجنرال البريطاني السير غارنت ولسلي خلال الحملة المصرية عام 1882، حصل على الميدالية الفضية عن معركة التل الكبير، وميدالية نجمة الخديوي، ونيشان عثماني من الدرجة الأولى، وأثناء عودته من مصر تم نشر أسلوبه في الجريدة الرسمية برتبة عقيد في الجيش البريطاني، عُين دوق تيك عقيداً في جيش مملكة فورتمبيرغ، ورتبة فريق في الجيش الإمبراطوري الألماني ورقى إلى لواء في الجيش البريطاني منذ يوليو 1893.
نظراً لعدم وجود دخل مدني له عاش الزوجان على بدل برلماني لزوجته ماري أديلايد البالغ 5000 جنيه إسترليني سنوياً (ما يعادل حوالي 525,000 جنيه إسترليني مع تضخم في عام 2013)، مدعوماً بدخل من حماته دوقة كامبريدج، قوبلت طلبات ماري أديلايد لابنة عمها الملكة فيكتوريا للحصول على المزيد من الأموال بالرفض، إلا أنهم فقد حصلوا على شقق في قصر كنسينغتون بلندن ومنزل ريفي في ريتشموند بارك، جنوب غرب لندن.
عاش الدوق والدوقة بما يتجاوز إمكانياتهما مما أدى إلى تراكم ديون كبيرة عليهم، وفي عام 1883 فرت العائلة من المملكة المتحدة نحو أوروبا القارية، حيث أقاموا مع أقاربهم في فلورنسا وألمانيا، عادوا في النهاية إلى المملكة المتحدة في عام 1885، أثناء إقامتهم في الخارج استخدم لقب "كونت هوهنشتاين".
في 1 يوليو 1887 منحت الملكة فيكتوريا فرانسيس أسلوب صاحب السمو بمناسبة احتفالها بيوبيل الذهبي، على الرغم من ذلك كان لا يزال ينظر إلى عائلة تيك على أنهم أقارب من درجة أدنى، مع القليل من المكانة والثروة، تحسنت ثرواتهم عندما انخرطت ابنته الوحيدة الأميرة فيكتوريا ماري من تيك (المعروفة باسم "ماي" عند عائلتها) إلى خطوبة الثاني في ترتيب خلافة العرش البريطاني الأمير ألبرت فيكتور دوق كلارنس وأفونديل، كانت هناك معارضة أولية لاقتراح من قبل والديه، ومع ذلك أعطت الملكة موافقتها الرسمية على الخطوبة في 12 ديسمبر 1891 إلا أن وفاة دوق كلارنس بعد ستة أسابيع فقط كانت ضربة قاسية، ومع ذلك وافقت الأميرة ماي عندما اقترح عليها شقيقه الأمير جورج دوق يورك (والتالي في سلم الخلافة)، بدلاً عن ذلك.
في عام 1897 توفيت دوقة تيك، تاركة فرانسيس أرملاً واستمر بالعيش في قصر الريفي بريتشموند، ولكنه لم يقم بأي واجبات ملكية، وتوفي دوق تيك في 21 يناير 1900 في ريتشموند تم دفنه بجانبها بالقبو الملكي في كنيسة سانت جورج، قلعة وندسور.
توجد حانة في إيرلز كورت بلندن تسمى أمير تيك.